# Christian Sehested
 Der er flere personer med dette navn, se Christen Thomesen Sehested.
Christian Christophersen Sehested (22. februar 1666 – 19. juli 1740) var dansk rigskansler 1708-21.